# Ilha de Nottingham
A Ilha de Nottingham (Nottingham Island, em inglês; Tujjaat, em inuktitut) é uma ilha localizada no território canadense de Nunavut. Tem área de 1142 km2 e fica a norte da entrada para a Baía de Hudson
A ilha recebeu o nome de Nottingham pelo navegador e explorador inglês Henry Hudson em 1610 após a sua descoberta. Uma estação meteorológica foi construída na ilha em 1884. Em 1927 foi construído um aeródromo como parte de um programa para monitorar a formação de bancos de gelo, visando facilitar a navegação na baía de Hudson.
Nottingham ficou desabitada em outubro de 1970 pelos residentes Inuítes, que migraram para lugares mais povoados, principalmente para Cape Dorset.
A ilha é conhecida pela proeminente população de morsas. A ilha foi também o local de nascimento do artista Pitseolak Ashoona e do fotógrafo Peter Pitseolak.